# Basilica di San Francesco (Arezzo)
La basilica di San Francesco è un importante luogo di culto cattolico di Arezzo, famoso soprattutto per le Storie della Vera Croce, un ciclo di affreschi di Piero della Francesca presenti nella cappella. Nel febbraio del 1955 papa Pio XII l'ha elevata alla dignità di basilica minore.
Oltre ad essere un luogo di culto, la basilica è un museo statale sotto la Direzione regionale musei della Toscana. Gli ingressi all'interno della cappella Bacci vengono contingentati in fasce orarie e per questo richiede una prenotazione obbligatoria.

## Storia
I francescani, insediatisi ad Arezzo nella zona del Maccagnolo a partire dal 1211, si trasferirono presso Poggio del Sole nel 1232. La loro prima chiesa non doveva essere troppo piccola, ospitando la tavola della Maestà di Guido da Siena ma soprattutto la grande Croce francescana, entrambe eseguite per una chiesa precedente a quella attuale. Nonostante ciò, pare che i francescani non avessero ancora una chiesa adeguata alle loro esigenze o al loro prestigio, e progettarono quindi la costruzione di una grande chiesa individuando la zona dove costruirla già alla metà del secolo. Nel 1290 si aggiunse l'invito formale da parte del Comune a trasferirsi all'interno delle mura cittadine e la donazione di una casa da parte di Idino Cacciaconti nell'area dove sorgerà l'attuale insediamento conventuale.
Subito dopo questo invito i frati pensarono quindi a progettare concretamente il nuovo convento e la chiesa ed è ad un periodo subito successivo che risale il disegno di progetto dell'intero complesso conventuale riportato su una pergamena conservata presso l'Archivio Capitolare di Arezzo, databile infatti tra la fine del XIII secolo e gli inizi del XIV,  e da considerarsi tra i disegni architettonici più antichi conservati in Italia. Il nome del progettista della chiesa è da cercare tra i discepoli di frate Elia da Cortona, ed il suo nome, Fra Giovanni da Pistoia, è indicato sul verso della pergamena.
La costruzione non iniziò comunque prima del secondo decennio del XIV secolo, nel 1322 i frati cominciarono a trasferirvi le proprie opere d'arte ma solo nel 1348 venne comprato un immobile per costruire al suo posto la cappella maggiore, terminata nel 1374. La chiesa ebbe dunque la sua fisionomia definitiva, molto diversa da quella ipotizzata nel progetto dell'archivio capitolare aretino.
Nella seconda metà del XIV secolo una pia donna di nome Monna Tessa lasciò trecento lire per il rivestimento della facciata che venne iniziato, ma interrotto allo zoccolo per l'insufficienza della somma lasciata.
Tra la fine del XVI secolo e l'inizio del XVII secolo fu costruito il campanile e nel corso del Seicento la chiesa prese un aspetto tipicamente secentesco con la distruzione di alcune cappelle gotiche, l'imbiancatura degli affreschi, la trasformazione delle finestre gotiche in rettangolari, la collocazione di nuovi altari e la realizzazione di decorazioni barocche.
A metà dell'Ottocento la chiesa venne restaurata rimuovendo tutte le aggiunte e le sovrastrutture barocche e riportando alla luce gli affreschi tre-quattrocenteschi.
Intorno al 1990 si è rimediato ad un infelice intervento eseguito dopo il 1870, che scalzò la facciata di quasi due metri. Idealmente venne ricostruita la base su cui poggiava, in una forma moderna.

## Descrizione

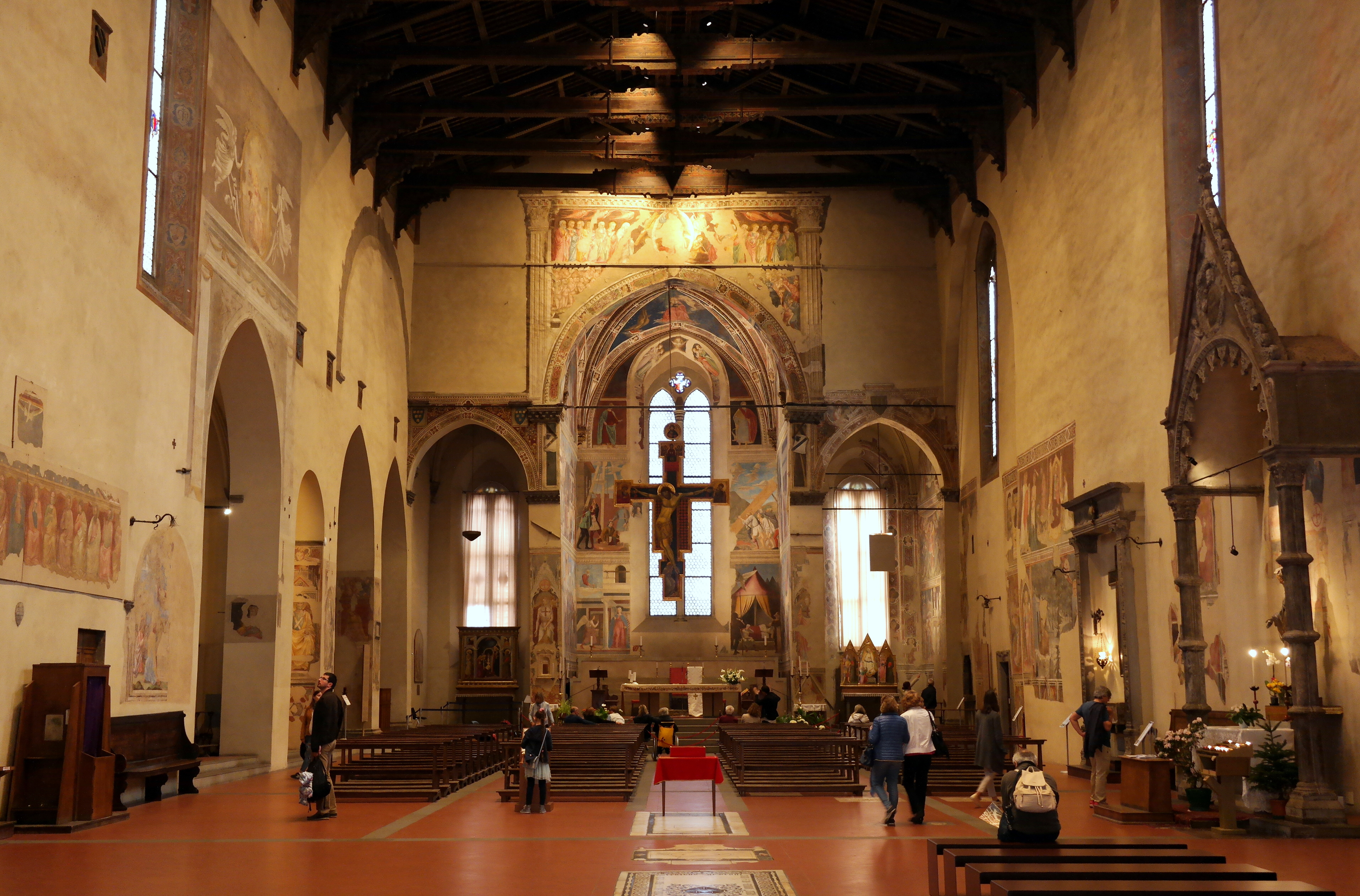
Interno con la cappella Bacci

La facciata, costruita in pietre e mattoni, è rimasta incompiuta, con il rivestimento che si limita ad una parte della base. 
L'interno, molto spazioso, ha un'unica navata coperta a capriate, fiancheggiata a sinistra da alcune cappelle e a destra da edicole con ornamenti del Trecento. Ai lati sono cappelle aperte nella navata, altre in forma di edicola gotica e altari laterali, spesso decorati da affreschi, anche frammentari. Oltre che per le opere di artisti di gusto tardo-gotico, come Spinello Aretino e i suoi seguaci (Parri Spinelli, Andrea di Nerio, Giovanni d'Agnolo di Balduccio), la chiesa è importante per la ricchezza di affreschi rinascimentali, primi su tutti quelli di Piero della Francesca.
La controfacciata presenta un interessante palinsesto di opere di varia datazione: i più antichi, a sinistra del portale maggiore, sono gli affreschi attribuiti a Giovanni d'Agnolo di Balduccio, del primo Quattrocento, con la Cena in casa del Fariseo, il San Francesco che consegna la regola e la corda della penitenza alle due famiglie dell'Ordine e l'Ecce homo. Sopra il portale è un affresco con il Matrimonio mistico di santa Caterina con san Cristoforo, di Giovanni di Ser Giovanni detto lo Scheggia, che forse è ancora della fine degli anni venti per la forte influenza del fratello Masaccio che ancora vi si legge, specialmente della sua Trinità di Santa Maria Novella, affiancata all'interesse per Paolo Uccello, specie nella figura di San Cristoforo. La vetrata dell'oculo soprastante è invece opera di Guillaume de Marcillat del 1524 e raffigura la Concessione dell'indulgenza della Porziuncola. Sul lato destro del portale, invece, si trova un San Sebastiano trecentesco e una Madonna col Bambino affrescato da Domenico Pecori nei primi anni del Cinquecento. 
La cappella Carbonati, all'inizio della parete destra, fu affrescata dal principale seguace aretino di Piero della Francesca: Lorentino d'Andrea, che in queste Storie di Sant'Antonio da Padova, del 1463, si mostra suo emulo fedele. Tra la prima e la seconda cappella è l'affresco giovanile di Niccolò Soggi con la Madonna col Bambino tra San Giovanni Battista, Bernardo, Antonio, Francesco e Angeli, nel quale è ancora evidente l'impronta peruginesca. La seconda cappella a destra, dei Lambardi, mostra altri affreschi frammentari assegnati a Lorentino d'Andrea con le Storie della vita di San Bartolomeo. Oltre ad essa sono gli affreschi 'prospettici' di Antonio di Anghiari raffiguranti una Crocifissione con San Francesco e, sopra, due guerrieri, eseguiti dall'ex collaboratore di Piero della Francesca tra 1454 e 1462, come si deduce dai pagamenti documentati.
In fondo, davanti alla cappella maggiore è appeso il Crocifisso del Maestro del San Francesco di Arezzo, un allievo di Cimabue, probabilmente degli anni settanta-ottanta del XIII secolo. Sulle pareti della cappella maggiore, di patronato della famiglia Bacci, tra il 1453 ed il 1464 Piero della Francesca dipinse il celebre ciclo di affreschi delle Storie della Vera Croce. 
I restauri degli affreschi di Piero della Francesca sono stati compiuti nel 1992, 500 anni dopo la morte dell'artista. 
La cappella posta a destra dell'abside, dei Guasconi, è decorata da affreschi di Spinello Aretino con, rispettivamente sulla parete destra e sinistra, le storie dei Santi Michele ed Egidio, terminate entro il 1404, mentre all'altare è un trittico con la Madonna che porge la Cintola a San Tommaso tra i Santi Giorgio, Gualberto, Lorenzo e Francesco, di Niccolò di Pietro Gerini, probabilmente coevo agli affreschi. La cappella a sinistra è quella dei Tarlati, la famiglia a cui appartenne Guido Tarlati, vescovo e poi signore assoluto di Arezzo. In essa si trova, sulla parte, un affresco staccato con l'Annunciazione da alcuni attribuita al giovane Luca Signorelli, ma per altri opera di Matteo Lappoli, allievo di Bartolomeo della Gatta. All'altare è l'Annunciazione tra i Santi Francesco, Girolamo, e i profeti David ed Isaia di Neri di Bicci, databile intorno al 1470 e proveniente dalle gallerie fiorentine.
L'ultima cappella a sinistra contiene il fittile Monumento funebre di Francesco Roselli, opera di Michele da Firenze, databile a dopo il 1430, anno di morte del Roselli, che si presenta oggi in condizioni non ottimali e non rispondenti al suo aspetto originario, dal momento che, come altri simili lavori, era completamente dipinto. L'opera è composta da un'edicola, delimitata ai lati da paraste e al di sopra da colonnine tortili, terminante con un fastigio recante lo stemma dei Roselli, una sorta di finestrone trilobato che apre in un ristretto spazio, contenente il sarcofago con il gisant e un rilievo con una Crocifissione con i dolenti. Il monumento presenta una tipologia e un materiale utilizzato non comuni in Toscana, ma in consonanza con modelli veneti, dato che lo scultore trascorse diversi anni a Ferrara (già nel 1427) e a Verona.
La seguente cappella, Muratori, presenta all'altare una tela del naturalista aretino Bernardino Santino con San Francesco in estasi di fronte alla Vergine, alla parete sinistra una tavola raffigurante l'Adorazione dei Magi con i santi Francesco e Antonio da Padova di Giovanni Antonio Lappoli su disegno di Rosso Fiorentino, eseguita per l'altare maggiore tra il 1528 e il 1531.
La successiva cappella Catenacci custodisce, in una nicchia, un affresco di Spinello Aretino e bottega con al centro la Crocifissione con i dolenti, a sinistra San Francesco che dona la Regola e a destra San Michele Arcangelo, collocabile tra la fine del XIV secolo e l'inizio del successivo. La parete che separa la cappella dalla seguente ospita un lungo affresco con la Pentecoste, anch'esso attribuito a Spinello.
La cappella di Sant'Antonio da Padova è ornata dall'altro ciclo di affreschi di Lorentino d'Andrea, del 1480, raffiguranti nella parte superiore la Visitazione tra i Santi Sebastiano e Bernardo, nella parte inferiore la figura di Sant'Antonio, ai lati quattro scene della sua vita e dei suoi miracoli.
La prima cappella a sinistra fu decorata negli anni Venti del Novecento come cappella votiva ai caduti della prima guerra mondiale, con una grande pala di Giuseppe Cassioli e con vetrate della Manifattura Chini di Borgo San Lorenzo.  
Nella parete tra la penultima e l'ultima cappella laterale di sinistra si trova l'organo a canne, costruito nel 1969 dalla ditta organara Costamagna, donato il 4 ottobre dello stesso anno dal comune di Arezzo alla basilica. Lo strumento, a trasmissione elettrica, ha 14 registri, consolle a due tastiere di 61 note ciascuna e pedaliera concavo-radiale di 32.
La chiesa inferiore, divisa in tre navate, è ora usata come sala espositiva.